# Jonathan Marland, Baron Marland

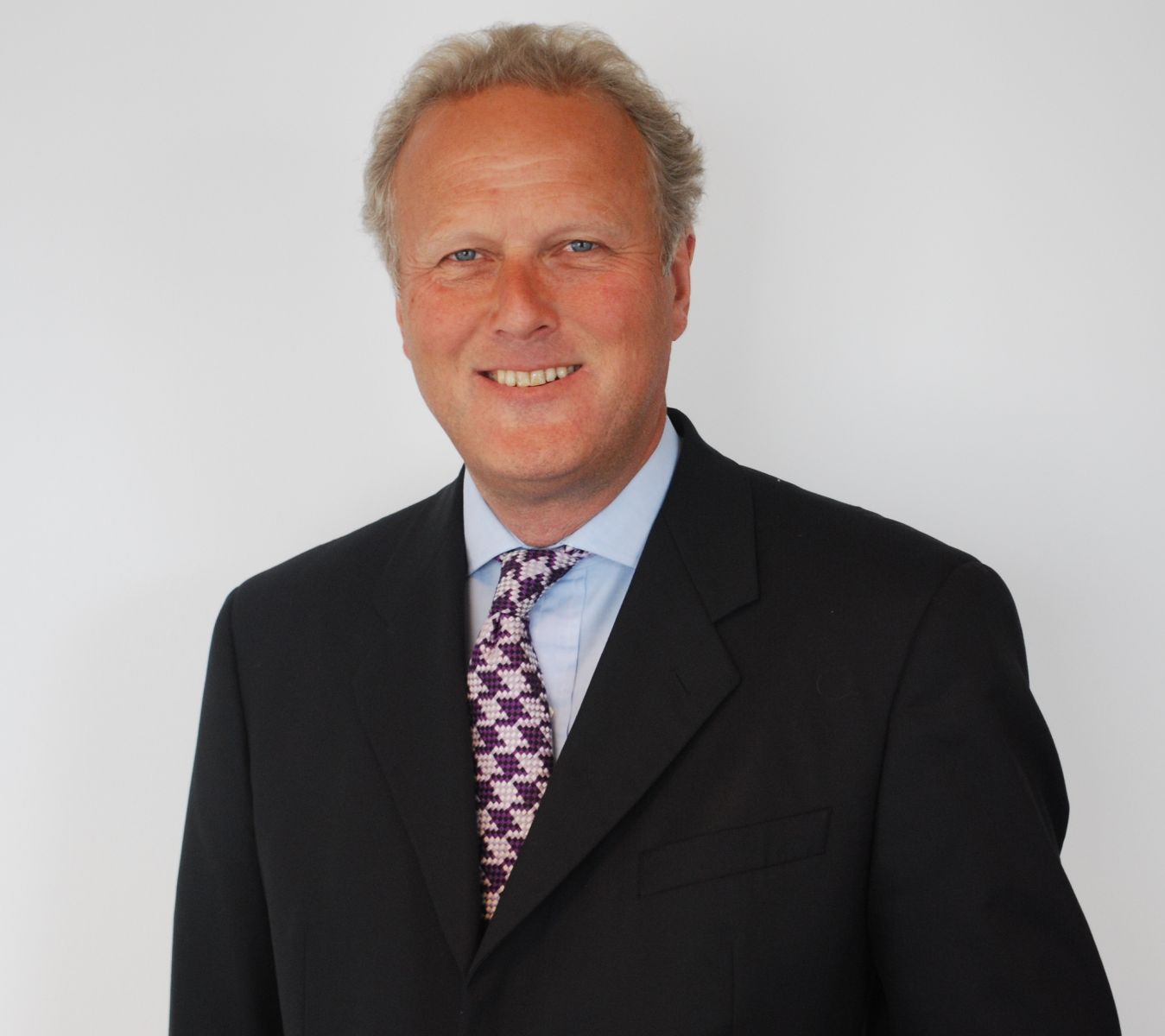
Jonathan Marland, Baron Marland

Jonathan Peter Marland, Baron Marland (* 14. August 1956) ist ein britischer Manager und Politiker der Conservative Party, der seit 2006 als Life Peer Mitglied des House of Lords ist.

## Leben
Nach dem Besuch der Shrewsbury School war Marland als Versicherungsvertreter tätig und zuletzt Direktor der Versicherungsagentur Jardine Lloyd Thompson plc. Bei den Unterhauswahlen am 7. Juni 2001 kandidierte Marland erfolglos für die Conservative Party im Wahlkreis Somerset and Frome für ein Mandat im House of Commons. In der Folgezeit war er von 2003 bis 2007 Schatzmeister der konservativen Tories und gehörte zugleich zwischen 2005 und 2007 dem Vorstand der Partei an. Zugleich war er zwischen 2005 und 2006 Direktor des Unternehmens C&UCO Properties, das das Eigentum der Konservativen Partei verwaltet.
Durch ein Letters Patent vom 8. Juni 2006 wurde Marland als Life Peer mit dem Titel Baron Marland, of Odstock in the County of Wiltshire, in den Adelsstand erhoben. Kurz darauf erfolgte am 12. Juni 2006 seine Einführung (Introduction) als Mitglied des House of Lords. Im Oberhaus gehört er zur Fraktion der Conservative Party.
In der Folgezeit war er zwischen 2007 und 2008 Schatzmeister der erfolgreichen Wahlkampfkampagne von Boris Johnson für das Amt des Mayor of London bei der Bürgermeisterwahl am 1. Mai 2008, die Johnson gegen Ken Livingstone, den Kandidaten der Labour Party gewann. Im Anschluss gehörte er zwischen 2008 und 2010 dem Entwicklungskomitee der Royal Academy of Arts an. 2010 wurde Lord Marland Parlamentarischer Geschäftsführer (Whip) der oppositionellen Tory-Fraktion im Oberhaus und war zugleich bis 2010 Oppositionssprecher für das Kabinettsamt (Cabinet Office) sowie für Energie und Klimawandel.
Nach dem Wahlsieg der Conservative Party bei den Unterhauswahlen am 6. Mai 2010 und dem Amtsantritt von David Cameron als Premierminister wurde er 2010 Parlamentarischer Unterstaatssekretär und Regierungssprecher im Ministerium für Energie und Klimawandel. Seit 2012 ist Lord Marland Parlamentarischer Staatssekretär und Regierungssprecher im Ministerium für Unternehmen, Innovation und Fähigkeiten. In dieser Funktion vertrat er die Interessen der Regierung im Bereich Unternehmenspolitik im House of Lords, bis er am 8. Januar 2013 von dieser Aufgabe im Oberhaus zurücktrat.
Des Weiteren fungiert er als Direktor der Unternehmen Insurance Capital Partners Ltd und TestMatchExtra.com Ltd.